# Domènec Giménez i Botey
Domènec Giménez i Botey (Barcelona, 1907 - Barcelona, 1976) fou un director cinematogràfic, inventor i poeta català.

## Biografia
Els dots poètics el van empènyer a escriure a les revistes Flames Noves i Poble Nou, i a conrear aquesta inquietud tota la vida. Va destacar especialment en la fotografia i el cinema, i se'l considera un dels principals pioners del cinema amateur català i, també, espanyol. Membre de la secció corresponent del Centre Excursionista de Catalunya, va guanyar el premi d'honor del primer concurs amateur estatal amb la primera pel·lícula (Fums de Glòria, 1932). El 1933 elaborà per a la Generalitat de Catalunya la proposta Quina hauria d'ésser la funció dels organismes oficials per utilitzar l'acció del cinema com a instrument de cultura. L'any 1935 li arribaria el premi extraordinari amb L'home important, on va dirigir l'actriu amb qui es va casar després: Mercè Riba i Granados. Relacionat amb el cinema documental i publicitari de Publiciter Films, va crear amb el seu germà Josep Maria Giménez l'empresa Industrial Cinematogràfica Comercial i Artística (I.C.C.A.) i, en societat amb el cineasta Josep Galceran, l'establiment Cinematografia Amateur, des d'on va col·laborar intensament amb el Centre Excursionista de Catalunya i l'entitat el nomenà Secretari Honorari a Perpetuïtat el 1949. Traductor del llibre francès Arte i Técnica del Cine Amateur, va ésser redactor en cap de la publicació Otro Cine, inventor de tècniques cinematogràfiques i de la càmera Kolora, i un gran col·leccionista d'anells de cigars havans, motiu pel qual fou president de l'Asociación Vitolfílica Española. La passió pel cinema la va transmetre al seu fill, Anton Giménez i Riba, el qual va arribar a ésser responsable de la Filmoteca de la Generalitat de Catalunya.